# VV Baronie in het seizoen 1968/69
Het seizoen 1968/1969 was het 14e jaar in het bestaan van de Bredase betaaldvoetbalclub Baronie. De club kwam uit in de Tweede divisie en eindigde daarin op de 11e plaats. Tevens deed de club mee aan het toernooi om de KNVB beker, hierin werd de club in de eerste ronde uitgeschakeld door N.E.C. (2–4).

## Wedstrijdstatistieken

### Tweede divisie
|       | AGOVV | SC Drente | EDO   | Excelsior | Fortuna | Gooiland | De Graafschap | Heerenveen | Hermes DVS | Limburgia | NOAD  | PEC   | Roda JC | Velox | FC VVV | ZFC   | Zwolsche Boys |
| ----- | ----- | --------- | ----- | --------- | ------- | -------- | ------------- | ---------- | ---------- | --------- | ----- | ----- | ------- | ----- | ------ | ----- | ------------- |
| Thuis | 3 – 1 | 1 – 1     | 3 – 1 | 0 – 1     | 2 – 2   | 7 – 0    | 0 – 6         | 2 – 1      | 1 – 0      | 1 – 1     | 4 – 1 | 3 – 2 | 0 – 1   | 0 – 0 | 1 – 0  | 1 – 2 | 3 – 0         |
| Uit   | 2 – 1 | 2 – 4     | 2 – 0 | 1 – 0     | 3 – 1   | 4 – 0    | 4 – 0         | 5 – 3      | 0 – 0      | 1 – 2     | 1 – 3 | 2 – 3 | 2 – 4   | 3 – 1 | 2 – 1  | 2 – 0 | 3 – 0         |

### KNVB beker
| 1e ronde                                      | Baronie              | 2 – 4 (0 – 2) | N.E.C.                                                   |
| 15 september 1968 Plaats: Breda De Blauwe Kei | Ad Holleman 71', 73' |               | 10' Gerard Weber 35', 90' Chris Geutjes 55' Peter Ressel |

## Statistieken Baronie 1968/1969

### Eindstand Baronie in de Nederlandse Tweede divisie 1968 / 1969
| Stand | Gespeeld | Gewonnen | Gelijk | Verloren | Punten | Doelpunten voor | Doelpunten tegen |
| ----- | -------- | -------- | ------ | -------- | ------ | --------------- | ---------------- |
| 11e   | 34       | 14       | 5      | 15       | 33     | 55              | 59               |

### Topscorers
| #              | Naam             | Goal |
| -------------- | ---------------- | ---- |
| 1.             | Ferry Pirard     | 15   |
| 2.             | Cees Heijboer    | 9    |
| 3.             | Kees van Ierssel | 8    |
| 4.             | Ad Holleman      | 7    |
| 4.             | Piet Maas        | 7    |
| 6.             | Henk van Ierssel | 4    |
| 7.             | Rini van Zundert | 3    |
| 8.             | Frans de Jong    | 1    |
| Eigen doelpunt |                  |      |
| –              | Hens Maas (NOAD) | 1    |
| Totaal         | Totaal           | 55   |

| #      | Naam        | Goal |
| ------ | ----------- | ---- |
| 1.     | Ad Holleman | 2    |
| Totaal | Totaal      | 2    |

## Voetnoten
AGOVV · Baronie · SC Drente · EDO · Excelsior · Fortuna · Gooiland · De Graafschap · Heerenveen · Hermes DVS · Limburgia · NOAD · PEC · Roda JC · Velox · FC VVV · ZFC · Zwolsche Boys